# نبات معمر

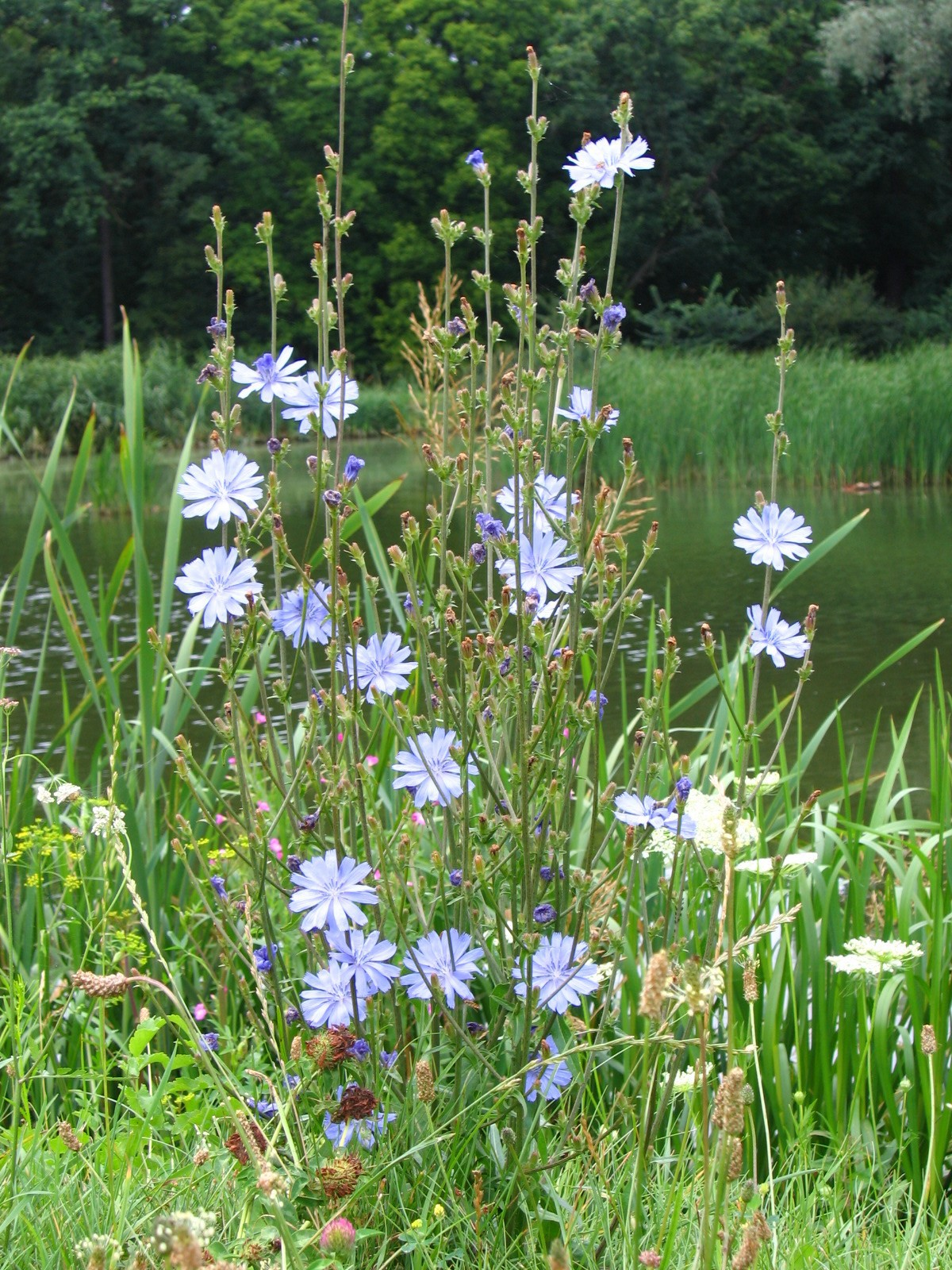
الهندباء البرية، شيكوريوم أنتيبوس، هي نبات عشبي معمر

النبات المُعمَّر أو المعمَّرات (اللاتينية per، «طوال»، annus، «العام»)، هو نبات يعيش أكثر من عامين. وكثيرًا ما يستخدم المصطلح لتمييز هذا النمط من النباتات عن النباتات الحولية وثنائية الحول. هذا بالإضافة إلى انتشار استخدام المصطلح لتمييز النباتات ذات النمو الخشبي القليل أو المنعدم عن الأشجار والشجيرات التي تعد فعليا نباتات معمرة.
النباتات المعمرة، وخصوصًا النباتات المزهرة الصغيرة التي تنمو وتزهر خلال فصلي الربيع والصيف وتموت كل خريف وشتاء، ثم تعود في الربيع من ساقها الأرضية، تعرف باسم الأعشاب المعمرة. ومع ذلك، بناءً على مدى شدة المناخ المحلي، ربما يتعامل البستاني مع النبات المعمر في موطنه الأصلي، أو في حديقة بمنطقة طقسها أكثر اعتدالاً، باعتباره نباتًا حوليًا وتتم زراعته سنويًا من البذور أو الفسول أو الانقسامات.
يوجد نوع من النباتات المعمرة الدائمة الخضرة أو غير العشبية، وتتضمن نباتات مثل برجينيا التي تحتفظ بغطاء ورقي على مدار العام. وهناك نوع وسيط من النباتات المعروفة باسم تحت الشجيرات التي تحتفظ ببنية خشبية أثرية في فصل الشتاء، مثلاً بينستيمون (لسان اللحية). وربما يحدد المناخ المحلي ما إذا كان سيتم التعامل مع النباتات على أنها شجيرات أو نباتات معمرة. على سبيل المثال، في الظروف المناخية الباردة، يتم قطع أصناف عديدة من زهور الفوشية الشجيرية إلى الأرض لحمايتها من التجمد في الشتاء.
إن رمز النبات المعمر، بناءً على كتاب أنواع النباتات (Species Plantarum) الذي كتبه لينيوس هو، وهو أيضًا الرمز الفلكي لكوكب المشتري.

## دورة الحياة والبنية
يمكن أن تكون النباتات المعمرة قصيرة العمر (بضع سنوات فقط) أو طويلة العمر، كما هو الحال مع بعض النباتات الخشبية، مثل الأشجار. وتتضمن تشكيلة كبيرة من المجموعات النباتية، بدءًا من السراخس والحزازيات الكبدية وحتى النباتات الزهرية المتنوعة للغاية، مثل السحلبية والحشائش.
ويطلق على النباتات التي تزهر وتثمر مرة واحدة فقط ثم تموت النباتات الوحيدة الثمار أو الوحيدة الإكثار. ومع ذلك، فإن معظم النباتات المعمرة تزهر أكثر من مرة (أو متكررة الإكثار)، حيث تزهر خلال مواسم عديدة على مدى حياتها.
في العادة، تطور النباتات المعمرة بنيات تسمح لها بالتكيف مع الحياة من عام لآخر عن طريق أحد أشكال الإكثار الخضري بدلاً من البذر. وتشمل هذه التراكيب البصيلات والدرنات والتيجان الخشبية والجذامير، بالإضافة إلى غيرها من التراكيب. وقد تتضمن سيقانًا أو تيجان متخصصة تمكنها من البقاء في أوقات السكون خلال مواسم البرد أو الجفاف على مدار العام. تنتج النباتات الحولية البذور لبقاء النوع في شكل جيل جديد، وذلك عندما يكون موسم النمو مناسبًا وتنجو البذور من فترات البرد أو الجفاف لتبدأ في النمو عندما تصبح الظروف مواتية مرة أخرى.
تخصصت العديد من النباتات الحولية في البقاء في ظل ظروف بيئية قاسية: فبعضها تكيف على البقاء في ظل مناخ حار وجاف أو البقاء في ظل مناخ بارد. وتميل هذه النباتات إلى استغلال العديد من مواردها في عمليات التكيف الخاصة بها، وغالبًا ما لا تزهر أو تثمر البذور إلا بعد مرور بضع سنوات على النمو. وتنبت العديد من النباتات المعمرة بذورًا كبيرة نسبيًا، وقد تكون لها ميزة، بالإضافة إلى شتلات أكبر تظهر بعد الإنتاش؛ مما يجعلها قادرة على التنافس بشكل أفضل مع النباتات الأخرى. وتنتج بعض النباتات المعمرة العديد من البذور للنبات الواحد في الموسم، بينما لا تتعرض بعض النباتات المعمرة (التي تزهر أكثر من مرة) لنفس الضغط لإنتاج أعداد كبيرة من البذور، ولكن يمكنها إنتاجها على مدى سنوات عديدة.

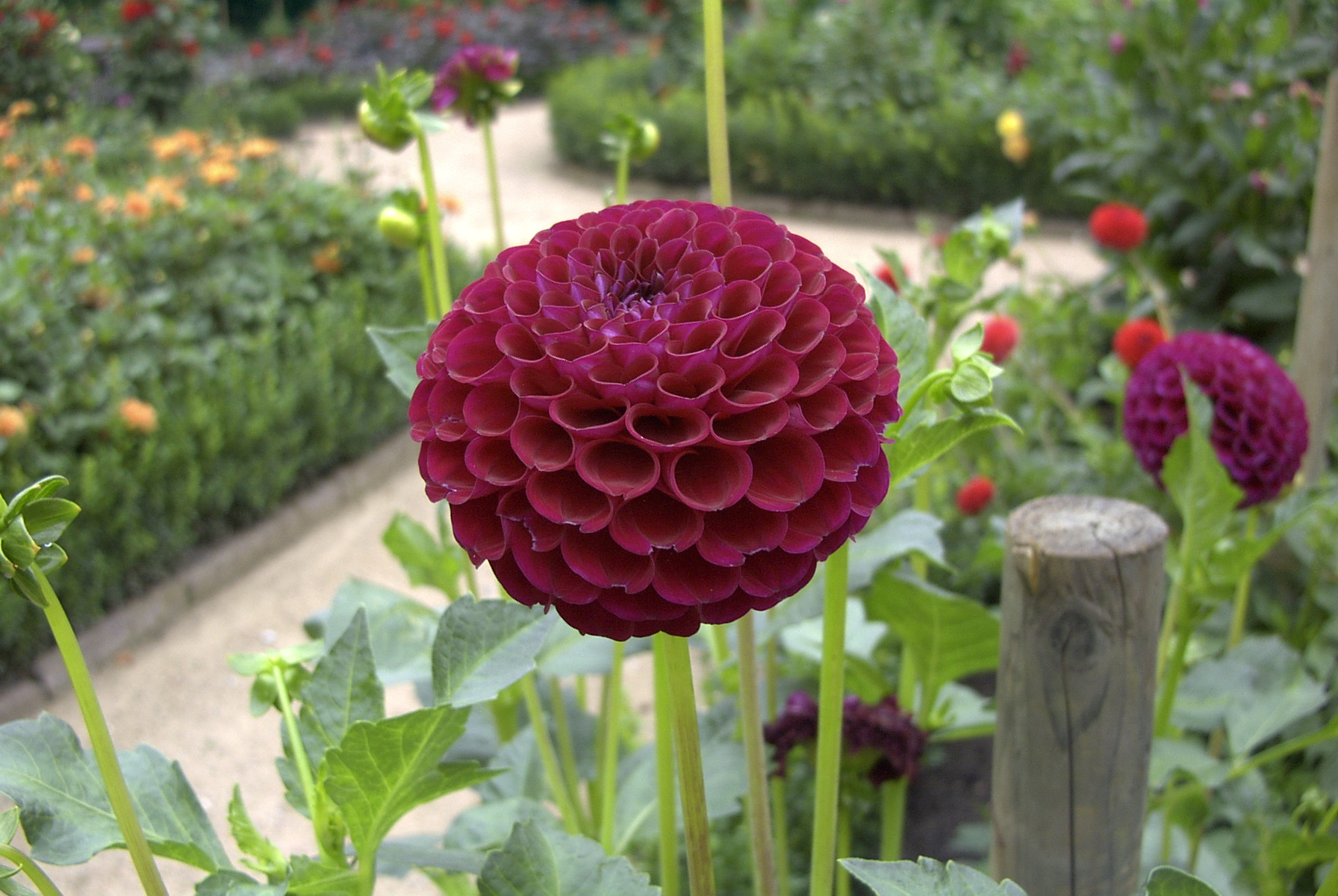
الأضاليا هي نباتات معمرة.

## النمو
وفي المناخ الأدفأ والمفضل أكثر، تنمو النباتات المعمرة باستمرار. وفي المناخ الموسمي، يقتصر نموها على موسم النمو. على سبيل المثال، في المناطق المعتدلة المناخ، ربما ينمو النبات المعمر ويزهر خلال الفترة الدافئة من العام، في حين تموت الأوراق في فصل الشتاء. وهي نباتات معمرة نفضية. وتتم إعادة نمو النبات من خلال أنسجة الساق الموجودة. وفي مناطق عديدة من العالم، يتم التعبير عن الموسمية على أنها فترات الجفاف والأمطار وليست فترات الحرارة والبرودة. وفي بعض الأنواع، تستطيع النباتات المعمرة الاحتفاظ بأوراقها طوال العام، وهي النباتات المعمرة الدائمة الخضرة.
نظرًا لأن جذور النباتات المعمرة محمية تحت سطح التربة، فإنها تتميز بقدرتها على تحمل حرائق الغابات. هذا بالإضافة إلى أن النباتات المعمرة العشبية قادرة على تحمل البرد الشديد في المناطق المعتدلة المناخ وشتاء القطب الجنوبي، وتتسم بأنها ذات حساسية أقل من الأشجار والشجيرات.
قد تكون معرفة نطاق الزراعة أمرًا مفيدًا جدًا في تخطيط مناطق مسكبة الزهور والحديقة. وينبغي أن يقارن البستانيون بين مناخ حدائقهم والمناخ الملائم لنمو النبات. وتتميز معظم النباتات برقم نطاق مطابق لمنطقة على الخريطة؛ حيث سيبقى هذا النبات حيًا. وبينما يمكن وضع قائمة بمجموعة من النطاقات، فإن انخفاض أعداد النطاقات يدل على أقل نطاق مستحسن يمكن أن يظل فيه النبات حيًا. ومن الممكن أن ينمو هذا النبات خارج منطقة النطاق الموسوم.